# اچ‌ام‌اس استرافورد
اچ‌ام‌اس استرافورد ممکن است به یکی از موارد زیر اشاره داشته باشد:
- اچ‌ام‌اس استرافورد (۱۷۱۴)
- اچ‌ام‌اس استرافورد (۱۷۳۵)